# Liste der Kulturdenkmale in Geußnitz
Die Liste der Kulturdenkmale in Geußnitz enthält die Kulturdenkmale des Landesamtes für Denkmalpflege und Archäologie in Sachsen-Anhalt  im Zeitzer Ortsteil Geußnitz und ist eine Teilliste der Liste der Kulturdenkmale in Zeitz. Grundlage ist das Denkmalverzeichnis des Landes Sachsen-Anhalt, das auf Basis des Denkmalschutzgesetzes des Landes Sachsen-Anhalt, welches am 21. Oktober 1991 durch das Landesamt erstellt und seither laufend ergänzt wurde (Stand: 31. Dezember 2020).

## Geußnitz
| Lage                                 | Bezeichnung        | Beschreibung | Erfassungs- nummer | Ausweisungsart | Bild                                                                                      |
| ------------------------------------ | ------------------ | --- | ------------------ | -------------- | ----------------------------------------------------------------------------------------- |
| Kastanienweg 2 (Karte)               | Bauernhof          | Fachwerkhof, rechteckig auf Sandsteinsockel an Ecke Zeitzer Straße | 094 85110          | Baudenkmal     | Bauernhof                                                                                 |
| Kastanienweg 5 (Karte)               | Wirtschaftsgebäude | | 094 85112          | Baudenkmal     | BW                                                                                        |
| Kastanienweg 10 (Karte)              | Kirche             | barocke Dorfkirche in Ortsmitte, 1848/49 im neoromanischen Stil erweitert, gegen Ende des II. Weltkriegs zerstört, Wiederaufbau zunächst ohne Turm; nach 1990 Turmobergeschoss mit barocker Haube wiedererrichtet. Eine Gedenktafel am Kirchenportal erinnert an die Heirat von August Schumann (* 1773, † 10. August 1826) und Christiane Schumann, geb. Schnabel (* 1767; † 1836) den Eltern von Robert Schumann am 25. Oktober 1795 | 094 85113          |                | Weitere Bilder                                                                            |
| Zeitzer Straße 6 (Karte)             | Wirtschaftsgebäude | | 094 85108          | Baudenkmal     | BW                                                                                        |
| Zeitzer Straße 8 (Karte)             | Bauernhof          | | 094 85111          | Baudenkmal     | BW                                                                                        |
| Ortsmitte (Karte)                    | Gedenkstein        | | 094 86582          | Baudenkmal     | BW                                                                                        |
| Friedhof, Steinbrüchener Weg (Karte) | Kriegerdenkmal     | Gefallenendenkmal auf dem Friedhof am Hauptweg (am 17. September 1922 enthüllt) besteht aus Findlingen in stumpfer Pyramidenform und großer Tafel aus dunklem Granit mit den Namen der Gefallenen | 094 85114          | Baudenkmal     | [[Vorlage:Bilderwunsch/code!/C:51.01691,12.18535!/D:Friedhof, Steinbrüchener Weg,!/\|BW]] |

## Legende
In den Spalten befinden sich folgende Informationen:
- Lage: Nennt den Straßennamen und wenn vorhanden die Hausnummer des Kulturdenkmals. Die Grundsortierung der Liste erfolgt nach dieser Adresse. Der Link „Karte“ führt zu verschiedenen Kartendarstellungen und nennt die geographischen Koordinaten.
Link zu einem Kartenansichtstool, um Koordinaten zu setzen. In der Kartenansicht sind Baudenkmale ohne Koordinaten mit einem roten bzw. orangen Marker dargestellt und können in der Karte gesetzt werden. Baudenkmale ohne Bild sind mit einem blauen bzw. roten Marker gekennzeichnet, Baudenkmale mit Bild mit einem grünen bzw. orangen Marker.
- Offizielle Bezeichnung: Nennt den Namen, die Bezeichnung oder zumindest die Art des Kulturdenkmals und verlinkt, soweit vorhanden, auf den Artikel zum Objekt.
- Beschreibung: Nennt bauliche und geschichtliche Einzelheiten des Kulturdenkmals, vorzugsweise die Denkmaleigenschaften.
- Erfassungsnummer: Für jedes Kulturdenkmal wird in Sachsen-Anhalt eine 20stellige Erfassungsnummer vergeben. Die letzten zwölf Ziffern werden für die Untergliederung nach Teilobjekten genutzt und werden nur angegeben, soweit vergeben. In dieser Spalte kann sich folgendes Icon  befinden, dies führt zu Angaben zu diesem Baudenkmal bei Wikidata.
- Ausweisungsart: Die Einordnung des Denkmales nach § 2 Abs. 2 DenkmSchG LSA
- Bild: Ein Bild des Denkmales, und gegebenenfalls einen Link zu weiteren Fotos des Kulturdenkmals im Medienarchiv Wikimedia Commons. Wenn man auf das Kamerasymbol klickt, können Fotos zu Kulturdenkmalen aus dieser Liste hochgeladen werden: